# Symbrenthia anna
Symbrenthia anna är en fjärilsart som beskrevs av Semper 1888. Symbrenthia anna ingår i släktet Symbrenthia och familjen praktfjärilar. Inga underarter finns listade i Catalogue of Life.